# Hoerabach
Hoerabach ist ein Weiler und ein Ortsteil der Gemeinde Steinach im niederbayerischen Landkreis Straubing-Bogen in der Gemarkung Agendorf.
Er liegt drei Kilometer südöstlich des Hauptorts Steinach an der Kreisstraße SR 8 und unmittelbar südlich der A 3. Der Ort ist leicht zu verwechseln mit dem zehn Kilometer entfernten Dorf Hörabach, einem Ortsteil der Stadt Bogen.

## Einwohnerentwicklung
| Jahr                | 1835 | 1860 | 1861 | 1871 | 1885 | 1900 | 1913 | 1925 | 1950 | 1961 | 1970 | 1987 |
| ------------------- | ---- | ---- | ---- | ---- | ---- | ---- | ---- | ---- | ---- | ---- | ---- | ---- |
| Einwohner Hoerabach | 40   | 37   | 32   | 28   | 23   | 26   | 23   | 20   | 20   | 11   | 10   | 14   |